# Guillem Pere de Ravidats
Guillem Pere de Ravidats o Guillem Peris de Ravitats (? - mort a Lleida el 17 de desembre de 1176) va ser bisbe de Roda d'Isàvena de 1143 al 1149 i, després de la conquesta de Lleida, bisbe d'aquesta ciutat de l'any 1149 al 1176.
Amb ell va començar la segona etapa del bisbat de Lleida l'any 1149, després de la conquesta duta a terme pel comte Ramon Berenguer IV de Barcelona i del comte Ermengol VI d'Urgell, de la ciutat sota el domini dels sarraïns. Traslladà de Roda d'Isàvena a Lleida les dignitats del Pallars, Ribagorça, Benasc i Terrantona. Va consagrar, el 30 de setembre de 1149, la mesquita com a catedral cristiana sota l'advocació de Santa Maria l'Antiga. Les seves despulles van ser traslladades quan la capella de la Verge de les Neus de la Seu Vella de Lleida va estar construïda. Aquesta capella va ser destruïda en una explosió durant l'any 1812.